# Élafos (Ioánnina)
Élafos, en grec moderne : Έλαφος, est un village du dème de Dodone, district régional d'Ioánnina, en Épire, Grèce.
Selon le recensement de 2011, la population du village s'élève à 97 habitants.